# Starowelitschkowskaja
Starowelitschkowskaja (russisch Старовеличковская) ist eine Staniza in der Region Krasnodar in Russland mit 13.459 Einwohnern (Stand 14. Oktober 2010).

## Geographie
Der Ort liegt etwa 50 km Luftlinie nordnordwestlich des Regionsverwaltungszentrums Krasnodar an der Ponura, die etwa 30 km nordwestlich in einen Mündungsarm des Kuban mündet.
Starowelitschkowskaja gehört zum Rajon Kalininski und befindet sich gut 5 km südöstlich von dessen Verwaltungszentrum Kalininskaja. Die Siedlung ist Sitz und einzige Ortschaft der Landgemeinde Starowelitschkowskoje selskoje posselenije.

## Geschichte
Der Ort entstand 1794 als kosakische Kurinsiedlung unter dem Namen Welitschkowskoje. Ab der Gründung der Siedlung Nowowelitschkowskoje („Neu-Welitschkowskoje“, heute Staniza Nowowelitschkowskaja) etwa 20 km südsüdöstlich 1823 wurde die Siedlung als Starowelitschkowskoje („Alt-Welitschkowskoje“) bezeichnet, ab der Verleihung des Status einer Staniza 1842 unter der heutigen Namensform. Sie gehörte zunächst zur Abteilung (otdel) Temrjuk der Oblast Kuban.

### Bevölkerungsentwicklung
| Jahr | Einwohner |
| ---- | --------- |
| 1939 | 9.224     |
| 1959 | 7.885     |
| 1979 | 10.133    |
| 2002 | 12.944    |
| 2010 | 13.459    |

Anmerkung: Volkszählungsdaten

## Verkehr
Bei Starowelitschkowskaja, in Richtung des Rajonzentrums Kalininskaja, befindet sich bei Streckenkilometer 94 die Bahnstation Welitschkowka der auf diesem Abschnitt 1915 eröffneten und seit 1987 elektrifizierten Eisenbahnstrecke Krymskaja – Timaschewskaja, Teil der weiträumigen westlichen Umfahrung von Krasnodar.
Der Bahnstrecke folgt die Regionalstraße 03K-015 Timaschewsk – Poltawskaja. Von dieser zweigt zwischen Kalininskaja und Starowelitschkowskaja die durch die Staniza und weiter über Nowowelitschkowskaja nach Nowotitarowskaja führende 03K-023 ab.